# 皮利什博罗什耶内
皮利什博罗什耶内，是匈牙利佩斯州所辖的一个村。总面积9.27平方公里，总人口3423，人口密度369.3人/平方公里（2011年1月1日）。